# Кременчуцький трамвай
Кременчу́цький трамва́й — не діюча нині трамвайна мережа у місті Кременчук (Полтавська область).

## Історія
У грудні 1899 році трамвайну мережу, що складалася з трьох ліній, у Кременчуці відкрило бельгійське акціонерне товариство. Середній річний пасажиропотік становив 2,3 млн пасажирів. 1909 року збудовано вантажну гілку до борошномельного заводу та кар'єрів.
Немає інформації про роботу трамваїв у 1915-19 роках. Відомо дещо про період 1920-22 років. У 1920-21 роках трамвай працював лише 2 місяці на рік, 1922 року — три місяці і тоді ж рух остаточно припинився. Щоправда, 1922 року здійснювався лише вантажний рух. Пасажирський рух остаточно припинився 1921 року.
1925 року планувалося відновлення руху, однак через відсутність коштів трамвай було законсервовано, а 1927 року вагони продали до Ярославля. Знову йшлося про трамвай у місті 1940 року, однак ці плани перекреслила війна.

## Маршрути

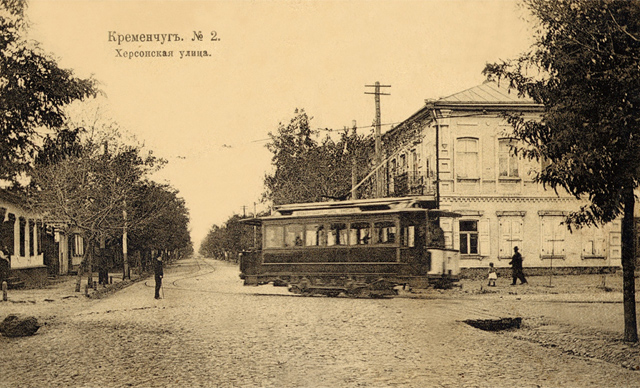
Трамвай на вулиці Херсонській

Налічувалося три маршрути:
- 1. «Пароплавна пристань — вул. Катерининська (сьогодні — Соборна) — вул. Київська (сьогодні — Перемоги) — вул. Мальцевська (сьогодні не існує; на її місці Придніпровський парк) — Електростанція»
- 2. «Пароплавна пристань — вул. Катерининська (сьогодні — Соборна) — Ярмаркова площа (сьогодні  — вул. Халаменюка) — вул. Олександрівська (сьогодні  — Першотравнева) — Електростанція»
- 3. «Пароплавна пристань — вул. Харчова (сьогодні  — Шевченка) — вул. Мальцевська (сьогодні не існує; на її місці Придніпровський парк) — вул. Київська (сьогодні — Перемоги) — вул. Весела (сьогодні  — вул. Полковника Гегечкорі) — вул. Херсонська — вул. Українська»

Депо кременчуцького трамвая та електростанція знаходилися біля підніжжя Піщаної гори між вулицею Катерининською (сьогодні — Соборною) та Троїцьким провулком (сьогодні  — вул. Сержанта Мельничука). У депо налічувалося 16 моторних вагонів з відкритими майданчиками на двовісному візку. Потужність електростанції становила 4450 кінських сил.